# Antonio Trevín
Antonio Ramón María Trevín Lombán, né le 27 février 1956 à Avilés et mort le 23 juillet 2025 à Llanes, est un homme politique espagnol, membre du Parti socialiste ouvrier espagnol (PSOE).
Il est maire de la ville de Llanes entre 1987 et 1993, puis président de la principauté des Asturies jusqu'en 1995. Il retrouve sa mairie en 1999, mais l'abandonne en 2004 pour devenir délégué du gouvernement dans la communauté autonome. En 2011, il est élu au Congrès des députés.

## Biographie

### Carrière et débuts en politique
Antonio Trevín est titulaire d'un diplôme d'histoire, et a exercé la profession de professeur de l'enseignement primaire à Llanes, une ville moyenne dans l'est des Asturies.
Devenu membre du PSOE en 1982, il est élu l'année suivante au conseil municipal de Llanes et désigné porte-parole du groupe socialiste. En mars 1986, il est nommé directeur provincial du ministère de l'Éducation et de la Science. Il est relevé de ces fonctions en avril 1987.

### Maire de Llanes pendant six ans
À l'occasion des élections municipales du 10 juin 1987, il se présente en tête de la liste socialiste à Llanes, face au maire sortant José Rozas, de l'Alliance populaire (AP). Il totalise 4 249 voix, soit 52,22 % des suffrages exprimés et 10 sièges sur 17 au conseil municipal. Fort de cette majorité absolue, il est investi maire le 30 juin suivant.
Il mène à nouveau le PSOE à l'issue de son premier mandat, pour les élections municipales du 26 mai 1991. Il affiche une petite progression jusqu'à 4 549 voix, mais la baisse de la participation lui permet d'engranger 59,44 % des exprimés et 11 élus.
Parallèlement, il est élu député de la circonscription orientale à la Junte générale, le Parlement régional des Asturies. À l'ouverture de la législature, il est porté à la présidence de la commission de la Politique territoriale, et siège à la commission de la Politique territoriale, la commission de l'Agriculture, de l'Élevage et de la Pêche, et la commission des Pétitions.

### Président des Asturies
Le 7 juin 1993, à la suite de la démission du président Juan Luis Rodríguez-Vigil à cause d'une affaire de malversation, Antonio Trevín est désigné par les socialistes pour prendre sa succession.
Il est investi par la Junte générale le 17 juin suivant, par 21 voix sur 45, ne comptant ainsi que sur le soutien des députés socialistes. Il forme alors un conseil de gouvernement dont sont exclus les représentants du courant « rénovateur » de la Fédération socialiste asturienne (FSA-PSOE), comme le vice-président de l'exécutif sortant, Bernardo Fernández.

### L'échec historique de l'élection de 1995
Après le refus exprimé par Luis Martínez Noval, il est investi candidat à sa succession lors de l'élection régionale du 28 mai 1995. Le jour du scrutin, la FSA-PSOE engrange 33,84 % des voix et 17 députés, tandis que le Parti populaire (PP) de Sergio Marqués totalise 41,99 % des suffrages et 21 élus. C'est la première fois depuis 1983 que les socialistes sont privés de majorité absolue et sont devancés par une autre force politique.
Il échoue ensuite à trouver un accord avec la Gauche unie (IU) – qui remporte 6 sièges – et perd contre Marqués lors du second vote d'investiture, le 10 juillet, par 17 voix contre 21.

### Retour à la mairie de Llanes
Pour l'élection régionale du 13 juin 1999, il renonce à se présenter de nouveau et la FSA-PSOE choisit d'investir le maire de Gijón Vicente Álvarez Areces. Il se porte alors tête de liste à Llanes. Il conserve la majorité absolue des socialistes avec 4 423 voix, ce qui lui accorde 51,16 % des suffrages et 10 élus. Candidat à sa succession le 25 mai 2003, il totalise 4 240 suffrages favorables, ce qui correspond à 51,64 % des exprimés et 9 conseillers.

### Délégué du gouvernement
Il démissionne une nouvelle fois, le 30 avril 2004. Ce même jour, il est nommé en conseil des ministres au poste de délégué du gouvernement espagnol dans les Asturies, par le président du gouvernement José Luis Rodríguez Zapatero. Il est reconduit à ce poste à la suite des élections de mars 2008. Il est investi en septembre 2011 tête de liste socialiste pour le Congrès des députés pour les élections législatives anticipées du 20 novembre suivant. En conséquence, il est relevé de ses fonctions le 15 octobre suivant.
Au Congrès, il est initialement porte-parle socialiste à la commission pour l'Étude du problème des drogues,  porte-parole adjoint des socialistes à la commission de l'Intérieur, membre de la commission de l'Équipement et de la commission de l'Industrie, de l'Énergie et du Tourisme ; en mars 2013, il devient porte-parole à la commission de l'Intérieur, abandonnant son poste à la commission sur les drogues.

### Démission
Antonio Trevín annonce le 8 août 2017 qu'il démissionne de son mandat parlementaire, assumant son désaccord avec la nouvelle stratégie parlementaire adoptée par Pedro Sánchez depuis son retour au secrétariat général du PSOE. Sa démission est précédée le 28 juillet par celle d'Eduardo Madina, élu à Madrid. Interrogé au sujet de ces démissions de deux dirigeants de premier plan, le député de Valence Ciprià Ciscar rappelle que le groupe est à majorité favorable à Susana Díaz et que seulement 19 des 84 députés socialistes se sont montrés fidèles à Sánchez lors des primaires,. La secrétaire à la Politique institutionnelle du PSOE d'Andalousie María Jesús Serrano regrette que la démission de ces « référents du groupe socialiste » laisse des « absences importantes ». La démission prend effet au 1er septembre suivant.

### Mort
Le 23 juillet 2025, Antonio Trevín meurt dans sa maison de Llanes, à l'âge de 69 ans, d'un cancer du pancréas diagnostiqué plusieurs mois auparavant.